# Benjamin Britten
Edward Benjamin Britten, Baron Britten OM, född 22 november 1913 i Lowestoft, Suffolk, död 4 december 1976 i Aldeburgh, Suffolk, var en brittisk kompositör och dirigent.
Britten var en central person för 1900-talets klassiska musik och producerade en rik uppsättning musikaliska verk, inklusive opera och verk för symfoniorkester och kammarorkester. Bland hans bäst kända verk finns operan Peter Grimes (1945),  War Requiem (krigs-requiem, 1962) orkesteruppvisningsstycket The Young Person's Guide to the Orchestra (guide till orkestern för unga personer, 1945).
Född i Suffolk som son till en tandläkare, uppvisade Britten en talang från tidig ålder. Han studerade vid Royal College of Music i London och privat för kompositören Frank Bridge. Första gången Britten blev allmänt uppmärksammad var med a cappella-körverket A Boy was Born år 1934. I och med premiären för Peter Grimes år 1945 nådde han internationell ryktbarhet. Under loppet av de följande 28 åren skrev han ytterligare 14 operor och etablerade sig som en av de ledande 1900-tals-kompositörerna i denna genre. Utöver stora operor för English National Opera och The Royal Opera skrev han också kammaroperor för små ensembler och små scener. Bland de mest välkända av dessa återfinns The Turn of the Screw (1954). Ett återkommande tema i dessa operor är utomståendes kamp mot ett fientligt inställt samhälle och korrumperandet av oskulden. 
Brittens övriga verk spänner över genrer som körverk, solosång, kammarmusik, orkestermusik och filmmusik. Han var mycket engagerad i att skriva musik att framföras av barn och amatörer. Bland sådana verk finns operan Noye's Fludde, Missa Brevis och sångsamlingen Friday Afternoons. Han komponerade ofta med tanke på en viss bestämd framförare. Den musiker han riktade sig till allra mest var tenoren Peter Pears som var hans partner både i arbetslivet och privat. I övrigt var det bland andra Kathleen Ferrier, Jennifer Vyvyan, Janet Baker, Dennis Brain, Julian Bream, Dietrich Fischer-Dieskau och Mstislav Rostropovich. Britten var själv en firad pianist och dirigent och framförde många av sina egna verk på konserter och skivinspelningar. Han framförde och spelade in också verk av andra kompositörer, som Bachs Brandenburgkonserterna, symfonier av Mozart och sångcykler av Schubert och Schumann.
Tillsammans med Pears och librettisten och producenten Eric Crozier startade Britten år 1948 festivalserien Aldeburgh Festival. Det var också på grund av hans insatser som konserthuset Snape Maltings uppfördes år 1967. Under sitt sista levnadsår blev Britten den första tonsättare som erhöll personligt adelskap i Storbritannien (life peer), benämnd som Baron Britten of Aldeburgh.

## Biografi
Benjamin Britten studerade piano för Harold Samuel och komposition för Frank Bridge samt därefter vid Royal College of Music 1930–1933 för bland andra John Ireland och Arthur Benjamin. I London hade han 1932–1933 stor framgång med sin stråkkvintett och "Simfonietta" opus 1. Internationellt känd blev Britten genom sin Phantasy quartet opus 2, vilken framfördes på musikfesten i Florens 1934 och sin svit för violin och piano opus 6 som framfördes vid musikfesten i Barcelona 1936 samt hans variationer på ett tema av Frank Bridge som han framförde på festspelen i Salzburg 1937. 
Andra verk från hans första tid är Simple symphony för stråkorkester och pianosviten Holiday tales (1934), Te Deum för kör och orgel (1935), Our hunting fathers för sopransolo och orkester (1936), pianokonsert opus 13 (1938) och Ballad of heroes för tenor (eller sopran), kör och orkester (1939).
Intrycken från en vistelse i USA 1939–1942 resulterade i den virtuosa första stråkkvartetten, de originella sångerna Sonnets of Michelangelo och operetten Paul Bunyan (1940) och den dramatiska Sinfonia da requiem, först spelad av New Yorks filharmoniker under John Barbirolli 1941. Verket uppfördes i Stockholm 1942.
1945 rönte han stor framgång med operan Peter Grimes. Kyrkospelet Curlew River hämtade inspiration från Japan. Hans sista opera var Döden i Venedig, som bygger på boken med samma titel av Thomas Mann. 
Det mest kända orkesterverket är Variations and Fugue on a Theme of Purcell, eller mer känt som The Young Person's Guide to the Orchestra. Det anses vara en hyllning till Henry Purcell och är användbart i musikundervisning. Lachrymae med undertiteln Reflektioner över ett tema av Dowland, är en hyllning till den ännu tidigare föregångaren John Dowland. Verket arrangerades av Britten kort före hans egen död. Matinées Musicales är byggd på Rossinis musik. Simple Symphony härstammar från melodier skrivna av Britten när han var barn.
Han skrev en mängd sånger till tenoren Peter Pears, däribland tonsättningar till texter från olika engelska poeter, men också ett antal tonsättningar av poeter som till exempel Thomas Hardy och Michelangelo. Han komponerade olika folkvisearrangemang.
Stråkkvartett nr 2 inspirerades av Henry Purcell och skrevs för att uppmärksamma 250-årsdagen av dennes död.

## Eftermäle
Asteroiden 4079 Britten är uppkallad efter Benjamin Britten.

## Kompositioner (urval)

### Operor
- 1941 – Paul Bunyan, op.17
- 1945 – Peter Grimes, op.33
- 1946 – The Rape of Lucretia, op.37
- 1947 – Albert Herring (på svenska även Majgreven), op.39
- 1948 – The Beggar's Opera (Tiggarens opera), op.43
- 1949 – Let's Make an Opera/The Little Sweep, op.45
- 1951 – Billy Budd, op.50 (reviderad 1964)
- 1953 – Gloriana, op.53
- 1954 – The Turn of the Screw (En sällsam historia), op.54
- 1958 – Noye's Fludde (Noas ark), op.59
- 1960 – A Midsummer Night's Dream (En midsommarnattsdröm) , op.64
- 1971 – Owen Wingrave (TV-opera), op.85
- 1973 – Death in Venice (Döden i Venedig), op.88

### Kyrkospel
- 1964 – Curlew River, op.71
- 1966 – The Burning Fiery Furnace, op.77
- 1968 – The Prodigal Son (Den förlorade sonen), op.81

### Balett
- 1931 - Plymouth Town (Balett för liten orkester)
- 1956 - The Prince of the Pagodas (1956)

### Kammarmusik
- 1928 – Stråkkvartett i F-dur
- 1931 – Stråkkvartett i D-dur (reviderad 1974)
- 1933 – Three Divertimenti för stråkkvartett (reviderad 1936)
- 1941 – Stråkkvartett nr 1 i D-dur, op.25
- 1945 – Stråkkvartett nr 2 i C-dur, op.36
- 1950 – Lachrymae, Reflections on a song of Dowland för viola och piano, op.48
- 1951 – Six Metamorphoses after Ovid för oboe solo, op.49
- 1959 – Fanfare for St Edmundsbury för tre trumpeter
- 1961 – Sonat för cello och piano i C-dur, op.65
- 1963 – Nocturnal after John Dowland för gitarr, op.70
- 1964 – Cellosvit nr 1 i G-dur, op.72
- 1967 – Cellosvit nr 2 i D-dur, op.80
- 1971 – Cellosvit nr 3, op.87
- 1975 – Stråkkvartett nr 3 i G-dur, op.94